# Poecilotheria rajaei
Poecilotheria rajaei là một loài nhện trong chi Poecilotheria chỉ sống tại Sri Lanka và Ấn Độ.

## Đặc điểm
Loài động vật này nổi tiếng với màu sắc độc đáo, di chuyển nhanh và có nọc độc. Con nhện trong hình có sải chân dài tới gần 20 cm, nọc độc của nó có thể giết chết chuột, những con chim nhỏ và cả những con rắn. loài nhện này có kích cỡ cơ thể khá lớn với sải chân dài gần bằng khuôn mặt một người bình thường, có thể trùm kín khuôn mặt người.
Loài nhện này khá hiếm gặp, thường sinh sống ở những cây cổ thụ khổng lồ. Nhưng lạ là, loài nhện này lại có tập tính định cư, chúng chỉ sống tại một nơi duy nhất cho đến khi gặp nguy hiểm hoặc tổ bị phá bỏ. Hiện nay do ảnh hưởng của nạn phá rừng ở Sri Lanka mà số lượng nhện này đã giảm đi đáng kể.